# Eurycea tynerensis
Eurycea tynerensis är en groddjursart som beskrevs av Moore och Hughes 1939. Eurycea tynerensis ingår i släktet Eurycea och familjen lunglösa salamandrar. IUCN kategoriserar arten globalt som nära hotad. Inga underarter finns listade i Catalogue of Life.